# Pećani
Pećani (cyr. Пећани) – miasto w Serbii, w mieście Belgrad, w gminie miejskiej Čukarica. W 2011 roku liczyło 562 mieszkańców.